# Antoine Boyamba Okombo
 Antoine Boyamba Okombo  né à Kinshasa en 1964 en  république démocratique du Congo. Il était un homme politique  et ancien vice-ministre des Congolais de l'étranger dans le  gouvernement Matata II,. Ainsi que militant de PPRD. Il est décédé le 7 Avril 2024.

## Etudes
Antoine Boyamba,a effectuer ses études maternelle au petit lycée sacré cœur, puis sa scolarité primaire au collège Albert 1 er, aujourd'hui connu sous le nom de collège boboto. Il a poursuivi ses humanités au collège Saint Raphaël. Il détient  un  diplôme en sciences politiques et relations internationales ainsi qu'une  maîtrise en histoire politique  et une licence en gestion économique et sociale de la  Sorbonne à  Paris en France.

## Politique
Antoine boyamba  est né et grandis dans un environnement politique. Son parrain , Cyrille Adoula, a été premier ministre entre 1961 et 1964. De plus , plusieurs membres de la famille de sa mère, dont Jean Denis Sakombi , ont également occupé des postes ministériels. Cette influence familiale lui a permis de s'immerger dans le monde Politique dès son jeune âge.
À la fin de ses études universitaires en 1990, il a été recommandé auprès du ministre Lunda bululu, ce qui a marqué le début de son engagement actif dans la politique congolaise. Militant au sein du PPRD, en 2014, il a été nommé vice ministre en charge des étrangers.son principal combat était le vote des congolais de l'étranger.
Lors de sa première sortie comme membre du gouvernement, il a réussi à régulariser pres de 70% des documents administratifs de nos compatriotes vivant à l'étranger.